# Ståle Sandbech
Ståle Sandbech (* 3. Juni 1993 in Bærum) ist ein norwegischer Snowboarder. 2010 und 2014 nahm er an den Olympischen Winterspielen teil, 2014 gewann er Silber im Slopestyle der Männer.

## Werdegang
Sandbech begann mit acht Jahren mit dem Snowboardsport, 2007 nahm er am Einsteigerkontest der „Arctic Challenge“ – einem Wettbewerb der TTR World Snowboard Tour teil. Der Veranstalter Terje Håkonsen bezeichnete den damals 13-Jährigen als besten Nachwuchssnowboarder. In der Saison 2008/09 holte er im Slopestyle beim Protest World Rookie Fest in Livigno und auf der Halfpipe bei der Evolver Tour in Kirkerud seine ersten Siege bei der World Snowboard Tour.
Als jüngster norwegischer Sportler seit Sonja Henie 1928, vertrat Sandbech als 16-Jähriger Norwegen 2010 bei den olympischen Winterspielen in Vancouver. Dabei errang er den 30. Platz auf der Halfpipe. Im August 2010 gewann er bei den Snowboard-Juniorenweltmeisterschaften 2010 Gold im Slopestyle.  Er erzielte 2010 den fünften Platz in der Halfpipe des FIS-Weltcups am Kreischberg und den zweiten Platz im Big Air Contest des FIS-Weltcups in Großbritannien. Im Jahr 2011 konnte er in Großbritannien im Weltcup erneut eine Platzierung unter den besten fünf erzielen. In der Saison 2011/12 kam er im Slopestyle bei den Burton New Zealand Open in Cardrona, im Big Air-Wettbewerb beim freestyle.ch 2011 in Zürich und bei der Air & Style 2011 in Peking auf den dritten Platz. Bei den Snowboard-Weltmeisterschaften 2012 in Oslo belegte er den 24. Platz im Slopestyle und den 20. Rang auf der Halfpipe. Die Saison beendete er auf dem ersten Platz in der Tourgesamtwertung.
Zu Beginn der folgenden Saison errang Sandbech im Slopestyle bei den Burton High Fives den dritten Platz. Es folgten weitere dritte Plätze beim Air & Style in Peking und im Slopestyle bei der Winter Dew Tour in Breckenridge. Bei den Winter-X-Games 2013 holte er Bronze im Big-Air-Wettbewerb. Im März 2013 kam er im FIS Weltcuprennen in Špindlerův Mlýn auf den zweiten Platz im Slopestyle. Die Saison beendete er auf dem zweiten Platz in der Big Air Tourwertung und den zweiten Platz in der Tourgesamtwertung.
In der Saison 2013/14 gewann Sandbech im Slopestyle bei den Burton High Fives in Cardrona und beim U.S. Snowboarding Grand Prix und FIS-Weltcuprennen in Copper Mountain. Den zweiten Platz belegte er im Big-Air-Wettbewerb beim freestyle.ch und im Slopestyle. bei den Burton US Open in Vail. Im Januar 2014 gewann er Bronze bei den Winter-X-Games 2014 im Slopestyle und im Big-Air-Wettbewerb. Bei den Olympischen Winterspielen 2014 im russischen Sotschi gewann Sandbech im Februar die Silbermedaille im erstmals ausgetragenen Slopestyle-Wettbewerb. Ende März 2014 holte er bei den norwegischen Meisterschaften Silber im Big Air und Gold auf der Halfpipe. Er gewann zum Saisonende die Tourslopestylewertung und zum zweiten Mal die Tourgesamtwertung. In der FIS-Slopestylegesamtwertung errang er den vierten Platz.
In der Saison 2014/15 belegte er beim Air & Style in Peking und Innsbruck den zweiten und ersten Platz. Im Januar 2015 holte er bei den Winter-X-Games Silber im Slopestyle. Eine Woche später gewann er im Slopestyle bei den Burton European Open 2015 in Laax. Im Februar 2015 wurde er beim Air & Style in Los Angeles Dritter im Big Air und kam damit auf den ersten Platz in der Air & Style Gesamtwertung. Zum Saisonende wurde er norwegischer Meister im Slopestyle. Nach Platz fünf zu Beginn der Saison 2015/16 beim Air & Style in Peking wurde er Zweiter im Slopestyle bei der Winter Dew Tour in Breckenridge. Bei den Winter-X-Games 2016 in Aspen belegte er den siebten Platz im Slopestyle und den fünften Rang im Big Air-Wettbewerb. Beim Air & Style in Innsbruck kam er auf den vierten Platz und bei den X-Games Oslo 2016 auf den 14. Platz. Bei den Snowboard-Weltmeisterschaften 2016 in Yabuli gewann er die Bronzemedaille im Slopestyle. In der Saison 2016/17 wurde er bei den Winter-X-Games 2017 Fünfter im Big Air und Vierter im Slopestyle und bei den Burton US Open Sechster im Slopestyle. Im März 2017 gewann er bei den X-Games Norway 2017 in Hafjell die Silbermedaille im Slopestyle und bei den Snowboard-Weltmeisterschaften 2017 in Sierra Nevada die Goldmedaille im Big Air. Anfang April 2017 wurde er norwegischer Meister im Slopestyle. In der folgenden Saison errang er bei den Banana Open in Zhangjiakou und beim Spring Battle in Flachauwinkl jeweils den zweiten Platz im Slopestyle. Bei den Winter-X-Games 2018 kam er auf den 13. Platz im Slopestyle und bei den Olympischen Winterspielen 2018 in Pyeongchang auf den 16. Platz im Big Air und auf den vierten Rang im Slopestyle. Im März 2018 wurde er norwegischer Meister im Slopestyle.
In der Saison 2018/19 siegte Sandbech im Slopestyle bei der Winter Dew Tour in Breckenridge und belegte beim Weltcup in Laax den zweiten Platz. Bei den Winter-X-Games 2019 errang er den 16. Platz und bei den Snowboard-Weltmeisterschaften 2019 in Park City den 58. Platz im Slopestyle. Im folgenden Jahr errang er bei den Winter-X-Games 2020 den neunten Platz im Slopestyle und holte bei den X-Games Norway 2020 in Hafjell die Bronzemedaille im Slopestyle. Zudem belegte er bei der Winter Dew Tour in Copper Mountain den dritten Platz im Slopestyle. In der Saison 2020/21 belegte er bei den Winter-X-Games 2021 den achten Platz im Slopestyle und bei den Snowboard-Weltmeisterschaften 2021 den 19. Platz im Slopestyle und den achten Rang im Big Air. Nach Platz zwei im Slopestyle bei der Laax Open zu Beginn der Saison 2021/22, wurde er bei den Winter-X-Games 2022 Achter im Slopestyle und belegte bei den Olympischen Winterspielen 2022 in Peking den 16. Platz im Big Air sowie den 11. Rang im Slopestyle.
Seit 2017 kann Ståles Leben als Snowboarder in seinem Vlog auf Youtube verfolgt werden, das vom US-amerikanischen Filmer Spencer Whiting, bekannt unter dem Alias Gimbal God, produziert wird.

## Erfolge
Saison 2008/09
- 1. Platz – Protest World Rookie Fest in Livigno, Slopestyle
- 1. Platz – Evolver Tour in Kirkerud, Halfpipe
- 3. Platz – Sweet Arctic Open in Varingskollen, Quarterpipe

Saison 2010/11
- 2. Platz – Snowboard-Weltcup in London, Big Air
- 2. Platz – Norwegische Meisterschaften in Tryvann, Halfpipe

Saison 2011/12
- 1. Platz – Gesamtwertung World Snowboard Tour
- 3. Platz – Burton New Zealand Open in Cardrona, Slopestyle
- 3. Platz – freestyle.ch in Zürich, Big Air
- 3. Platz – Air & Style in Peking, Big Air

Saison 2012/13
- 2. Platz – Snowboard-Weltcup in Špindlerův Mlýn, Slopestyle
- 2. Platz – Gesamtwertung World Snowboard Tour
- 2. Platz – Big Air Wertung World Snowboard Tour
- 2. Platz – Norwegische Meisterschaften in Stryn, Big Air
- 3. Platz – Burton High Fives in Snow Park, Slopestyle
- 3. Platz – Air & Style in Peking, Big Air
- 3. Platz – Winter Dew Tour in Breckenridge, Slopestyle
- 3. Platz – Winter Dew Tour in Breckenridge, Big Air
- 3. Platz – Winter-X-Games 2013 in Aspen, Big Air

Saison 2013/14
- 1. Platz – Burton High Fives in Cardrona, Slopestyle
- 1. Platz – U.S. Snowboarding Grand Prix und  Snowboard-Weltcup in Copper Mountain, Slopestyle
- 1. Platz – Norwegische Meisterschaften in Tryvann, Halfpipe
- 1. Platz – Gesamtwertung World Snowboard Tour
- 1. Platz – Slopestylewertung World Snowboard Tour
- 2. Platz – freestyle.ch in Zürich, Big Air
- 2. Platz – Olympische Winterspiele 2014 in Sotschi, Slopestyle
- 2. Platz – Burton US Open in Vail, Slopestyle
- 2. Platz – Norwegische Meisterschaften in Trysil, Big Air
- 3. Platz – Winter-X-Games 2014 in Aspen, Slopestyle
- 3. Platz – Winter-X-Games 2014 in Aspen, Big Air

Saison 2014/15
- 1. Platz – Air & Style in Innsbruck, Big Air
- 1. Platz – Burton European Open 2015 in Laax, Slopestyle
- 1. Platz – Norwegische Meisterschaften in Hafjell, Slopestyle
- 1. Platz – Air & Style Gesamtwertung
- 2. Platz – Air & Style in Peking, Big Air
- 2. Platz – Winter-X-Games 2015 in Aspen, Slopestyle
- 3. Platz – Air & Style in Los Angeles, Big Air

Saison 2015/16
- 2. Platz – Winter Dew Tour in Breckenridge, Slopestyle
- 3. Platz – Snowboard-Weltmeisterschaften 2016 in Yabuli, Slopestyle

Saison 2016/17
- 1. Platz – Snowboard-Weltmeisterschaften 2017 in Sierra Nevada, Big Air
- 1. Platz – Norwegische Meisterschaften in Hovden, Slopestyle
- 2. Platz – X-Games Norway 2017 in Hafjell, Slopestyle

Saison 2017/18
- 1. Platz – Norwegische Meisterschaften in Oslo, Slopestyle
- 2. Platz – Banana Open in Zhangjiakou, Slopestyle
- 2. Platz – Spring Battle in Flachauwinkl, Slopestyle

Saison 2018/19
- 1. Platz – Winter Dew Tour in Breckenridge, Slopestyle
- 2. Platz – Snowboard-Weltcup in Laax, Slopestyle

Saison 2019/20
- 3. Platz – Winter Dew Tour in Copper Mountain, Slopestyle
- 3. Platz – X-Games Norway 2020 in Hafjell, Slopestyle

Saison 2021/22
- 2. Platz – Snowboard-Weltcup und Laax Open in Laax, Slopestyle